# Futó János
Futó János (19. század) színész, újságíró.

## Élete és munkássága
Az 1848–49-es forradalom és szabadságharc alatt honvédtüzér volt, azután vidéken lett színész. Az 1850-es években kisebb vándortársulatokat igazgatott. Az 1860-as évek végén hunyt el.
Két levelet írt az Életképekbe (1848. október 7. Ozoráról és december 7. Beleznáról). Cikkei vannak a Hölgyfutár-ban (1851. Szél András címen egy verset is publikált e lapban), a Magyar Sajtóban (1856. 98. szám, Vidéki szinészetünk érdekében, 235. és 236. szám: Színművészetünk állapota). Valószinűleg ő volt az, aki Pajer Antal Villámok (Pest, 1854.) című munkáját kiadta.

## Fontosabb szerepei
- Harsánytorki (Munkácsy J.: Garabonciás diák)
- Quasimodo (Hugo–Birch–Pfeiffer: A notre-dame-i harangozó)
- Baczur Gazsi (Gaál J.: A peleskei nótárius)
- Báró Szirtfoki (Szigligeti Ede: Két pisztoly)

## Könyve
- Gyámbot (Pest, 1858).